# Krzeczkowice
Krzeczkowice – wieś w Polsce położona w województwie świętokrzyskim, w powiecie sandomierskim, w gminie Samborzec. W latach 1975–1998 miejscowość administracyjnie należała do województwa tarnobrzeskiego. W Krzeczkowicach urodził się Ignacy Zarobkiewicz, oficer Wojska Polskiego i Armii Krajowej.
| SIMC    | Nazwa              | Rodzaj    |
| ------- | ------------------ | --------- |
| 1066283 | Krzeczkowice Dolne | część wsi |
| 0806921 | Krzeczkowice Górne | część wsi |

## Dawne części wsi – obiekty fizjograficzne
W latach 70. XX wieku przyporządkowano i opracowano spis lokalnych części integralnych dla Krzeczkowic zawarty w tabeli 1.

| Nazwa wsi – miasta   | Nazwy części wsi – miasta                                 | Nazwy obiektów fizjograficznych – charakter obiektu |
| -------------------- | --------------------------------------------------------- | --------------------------------------------------- |
| I. Gromada CHOBRZANY |                                                           |                                                     |
| 1. Krzeczkowice      | 1. Krzeczkowice Dolne 2. Krzeczkowice Górne 3. Przymiarki | 1. Zagórze – pole                                   |